# 新疆大蒜芥
新疆大蒜芥（学名：Sisymbrium loeselii）为十字花科大蒜芥属下的一个变种。

## 扩展阅读
維基物種上的相關：新疆大蒜芥